# Wi Ha-joon
Wi Ha-joon, nato Wi Hyun-yi (위현이?) (Contea di Wando, 5 agosto 1991), è un attore sudcoreano.
Conosciuto in patria anche per altre interpretazioni, è noto in Occidente soprattutto per il ruolo di Hwang Jun-ho nella serie televisiva Squid Game.

## Biografia
Nato nell'isola di Soando, Sud Jeolla, in Corea del Sud, è cresciuto con la sua famiglia aiutando i suoi genitori con l'azienda agricola di abalone appartenente a suo padre. Ha frequentato la Sungkyul University, specializzandosi in teatro e film. Si è arruolato nelle Air Force Unit 709 il 28 novembre 2011, servendo il servizio militare obbligatorio nel Air Force Police Strike Team. Ha continuato i suoi studi durante il servizio militare. Il 27 novembre 2013 è stato congedato.Ha debuttato come attore nel 2012, recitando in un corto, Peace in Them. Da settembre del 2021, è gestito dalla MSTeam Entertainment.

## Filmografia

### Cinema
- Peace in Them (2012)
- Coin Locker Girl, regia di Han Jun-hee (2015)
- Huaidan bixu si, regia di Sun Hao (2015)
- Eclipse, regia di Jung Hee-Sung (2016)
- Anarchist from Colony, regia di Lee Joon-ik (2017)
- The Chase, regia di Kim Hong-seon (2017)
- Gonjiam: Haunted Asylum, regia di Jung Bum-shik (2018)
- Girl Cops, regia di Jung Da-won (2019)
- Shark: The Beginning, regia di Johnny Chae (2021)
- Midnight, regia di Kwon Oh-seung (2021)

### Televisione
- Goodbye Mr. Black – serie TV (2016)
- Hwanggeumbit nae insaeng – serie TV (2017)
- Something in the Rain – serie TV (2018)
- Island Trio – serie TV (2018)
- Matrimonial Chaos – serie TV (2018)
- Romance Is a Bonus Book – serie TV (2019)
- Soul Mechanic – serie TV (2020)
- 18 Again – serie TV (2020)
- Squid Game ( 오징어게임?, Ojing-eo ge-imLR) – serie TV (2021-2025)
- Bad and Crazy – serie TV (2021)
- Piccole donne – serie TV (2022)
- La creatura di Gyeongseong – serie TV (2023)
- The Worst Evil (Choe-ag-ui ak) – serie TV (2023)